# Velken
Velken ist ein Ortsteil der Gemeinde Ruppichteroth im Rhein-Sieg-Kreis in Nordrhein-Westfalen.

## Lage
Der Ort liegt im Bröltal. Nachbarort ist Oeleroth im Nordwesten. Der Ort ist über die Bundesstraße 478 erreichbar.

## Geschichte
Erstmals urkundlich erwähnt wurde Velken im Jahr 1384 als vellinck. Der Ortsname weist auf einen Siedler mit dem Familiennamen „Wilke“ hin. 1555 hieß der Ort Veltkingen.
1809 hatte der Ort 96 lutherische Einwohner. Damals war Velken der Hauptort der Commüne Velken. Zu dieser gehörten Berg, Bornscheid, Buch, Ennenbach, Fußberg, Hänscheid, Heide, Ifang, Kämerscheid, Kammerich, Kesselscheid, Krahwinkel, Kuchem, Niederlückerath, Niederpropach, Oberlückerath, Rotscheroth, Schellenbroch, Schneppe und Wingenbach.